# Robbie Haemhouts
Robbie Haemhouts (Brasschaat, 9 dicembre 1983) è un ex calciatore belga, di ruolo centrocampista.

## Carriera
Ha giocato in Eredivisie con le maglie di NAC Breda, Den Bosch e Willem II.

## Palmarès

### Club

#### Competizioni nazionali
- Eerste Divisie: 1

Willem II: 2013-2014